# Euophrys monadnock
Euophrys monadnock es una especie de araña saltarina del género Euophrys, familia Salticidae. Fue descrita científicamente por Emerton en 1891.
Habita en Canadá y los Estados Unidos. Se ha recolectado en California, Nuevo Hampshire, Alberta y Ontario. Se encuentra a grandes elevaciones.